# Moussu T e lei Jovents
Moussu T e lei Jovents és un grup de música basat a Marsella, La Ciotat i Recife al Brasil. Compost per Tatou (cantant del grup Massilia Sound System), Blu (guitarrista també de Massilia i Oai Star), Jamilson (percussionista brasiler) i Fred (bateria). El grup s'inspira en la Marsella dels anys vint i trenta reivindicant el melting-pot que hi regnava. Diverses influències es troben dins la seva música anant del blues fins a la música brasilera, passant per les operetes de Vincent Scotto o les cançons de Victor Gélu. Canten en occità i francès.
El 2007 van treure el seu tercer disc Inventé à La Ciotat, un doble disc amb un CD compost d'un best of del grup i d'un DVD amb un reportatge, clips i extractes de concerts. Aquell mateix any el grup va participar en la banda sonora de la pel·lícula Tous à l'Ouest amb la cançó A La Ciotat.
L'àlbum de Moussu T, Home Sweet Home, va sortir al mercat el 16 d'octubre del 2008. L'any 2012, Ester Formosa i Adolfo Osta canten dues cançons de Moussu T en el seu espectacle "La vida, anar tirant", en traducció catalana de Joan Casas: El gavià (Lo gabian, CD Mademoiselle Marseille - 2005) i Per la finestra (Par la fenêtre, CD Forever Polida - 2006)

## Discografia
- 2005: Mademoiselle Marseille (Harmonia Mundi)
- 2006: Forever Polida (Harmonia Mundi)
- 2007: Inventé à La Ciotat (Harmonia Mundi)
- 2008: Home Sweet Home (Harmonia Mundi)
- 2010: Putan de cançon (Le Chant du Monde)
- 2012: Empêche nous (directe)